# Claudis James
(en) Statistiques sur pro-football-reference
Claudis Ray James (né le 7 novembre 1943 à Columbia et décédé le 25 février 2013 à Jackson) est un joueur américain de football américain.

## Enfance
James fait ses études à la Marion Central High School de Columbia. 

## Carrière

### Université
Il s'inscrit ensuite à l'université d'État de Jackson où il joue pour l'équipe de football américain des Tigers comme quarterback. James joue de 1962 à 1966 avec les Tigers.

### Professionnel
Claudis James est sélectionné au quatorzième tour de la draft 1967 de la NFL par les Packers de Green Bay au 366e choix. Il arrive dans le groupe des Packers comme wide receiver avant d'être envoyé en réserve le 1er octobre 1967 avec le retour de blessure de Bob Long. En 1968, il joue beaucoup plus comme receveur mais doit se contenter d'un poste de remplaçant avant d'être victime d'une blessure au genou et de déclarer forfait pour toute la saison 1969. Il est libéré par les Packers le 10 août 1970. 